# 문워크 (영화)
문워크(MOON's walking)는 2025년에 개봉한 대한민국의 영화이다.

## 등장인물

### 주연
- 유승목 : 건석 역
- 황지아 : 정희 역
- 김민경 : 유선 역

### 조연
- 송동환 : 윤권 역
- 차희재 : 호정 역
- 장마레 : 공양주 보살 역
- 김국희 : 건석 아내 역
- 김건우 : 태헌 역
- 김이룬 : 어린 유선 역
- 송주호 : 어린 윤권 역
- 이은주 : 은주 역
- 김자영 : 순자 역

## 참고 사항
- 정희 역의 황지아는 이 작품을 통해 제12회 서울국제어린이영화제 장편배우상을 수상했다.